# Horní Slavkov
Horní Slavkov (németül: Schlaggenwald) város Csehországban a Karlovy Vary-i kerület Sokolovi járásában. 

## Története
Első írásos említése 1332-ből származik.

## Nevezetességek
- Szent György gótikus templom
- Szent Anna templom
- Seidlhaus

## Népesség
A település népessége az elmúlt években az alábbi módon változott:
| Lakosok száma | 5374 | 5363 | 4453 | 2095 | 6106 | 5972 | 5502 | 5414 | 5208 | 5438 |
|               | 1869 | 1890 | 1921 | 1950 | 1980 | 2001 | 2017 | 2019 | 2022 | 2024 |

## Jegyzetek

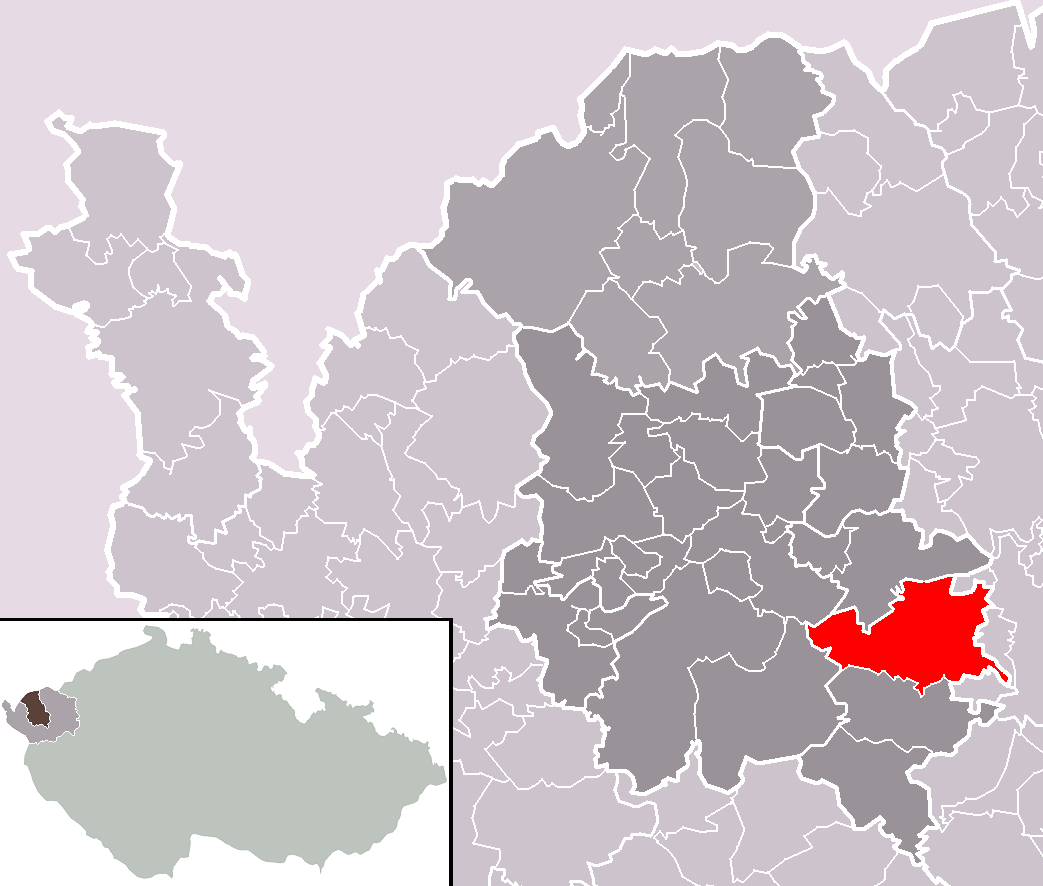
A város közigazgatási területe